# Ризик-менеджмент проєкту
У рамках управління проєктами управління ризиками стосується діяльності, спрямованої на мінімізацію ризиків на проєкті та, таким чином, забезпечення виконання проєкту в межах дедлайнів та бюджету, а також досягнення його цілей.

## Визначення ризиків та управління ними
Управління ризиками застосовується до управління проєктами. Ризики, які можуть виникнути на проєкті є визначеними Інститутом управління проєктами (PMI) як «невизначена подія або умова, яка, якщо вона відбудеться, позитивно або негативно впливає на цілі проєкту».[відсутнє в джерелі]
У таких дисциплінах, як операційний ризик, фінансовий ризик і управління ризиками андеррайтингу, концепції ризику, управління ризиками та індивідуальні ризики є майже взаємозамінними; вплив на персонал або грошовий вплив відповідно. Однак впливи в управлінні ризиками проєкту є більш різноманітними, покриваючи фінансові аспекти, графіки, можливості, якість та інженерні дисципліни. З цієї причини в ризик менеджменті проєкту необхідно вказати відмінності (перефразовано з «Посібника з управління ризиками, проблемами та можливостями Міністерства оборони США для програм придбання оборонних послуг»):
- Управління ризиками : організаційна політика для оптимізації інвестицій та (окремих) ризиків для мінімізації можливості невдачі.
- Загроза : ймовірність того, що проєкт не зможе досягти своїх цілей.
- Ризик : окрема дія або подія, що підвищує ризики зусиль усієї проєктної команди.

Удосконалення визначення ризик менеджменту PMBOK PMI полягає в додаванні майбутньої дати до визначення ризику. Математично це виражається як ймовірність, помножена на вплив, із включенням майбутньої дати впливу та критичних дат. Таке додавання майбутніх дат дозволяє використовувати підходи, які допомагають у правильному плануванні та прогнозуванні ризиків. </link>

## Процедура
Ефективне управління ризиками проєкту залежить від допоміжних організаційних факторів, наявності чітких ролей і обов'язків і технічного аналізу.
Хронологічно управління ризиками проєкту може починатися з розпізнавання загрози або вивчення можливості. Наприклад, це можуть бути розробки конкурентів або нові продукти. Цей підхід використовується для пріоритезації можливих рішень, якщо це необхідно.
У деяких випадках можна розпочати аналіз альтернатив, прораховуючи оцінки вартості та розробки потенційних рішень.
Після вибору підходу для нових проєктів можна використовувати більш знайомі інструменти управління ризиками та загальний процес управління ризиками проєкту:
- Планування управління ризиками
- Ідентифікація ризиків та фінансова ідентифікація
- Виконання якісного аналізу ризиків
- Повідомлення про ризики замовників і спонсорів проєкту
- Уточнення або вдосконалення ризиків на основі досліджень і нової інформації
- Моніторинг і контроль ризиків

На завершення, ризики повинні бути інтегровані, щоб отримати повну картину проєкту, тому проєкти повинні бути інтегровані в управління ризиками в масштабах підприємства, щоб використовувати інструменти та практики, пов'язані з досягненням їх цілей.

## Інструменти управління ризиками проєкту
Щоб управління проєктом було ефективним, менеджери використовують інструменти управління ризиками. Необхідно прийняти відповідні заходи для запобігання, повторюваних, однакових ризиків проєкту та досягнення його цілей.[прояснити] 
Система управління ризиками проєкту (УРП) повинна базуватися на досвіді співробітників, які бажають використовувати їх для досягнення мети проєкту. Система повинна відстежувати всі процеси та їх вплив, які відбуваються в проєкті, а також обставини, які породжують ризик, і визначати їх вплив. Станом на тепер, аналіз великих даних є новим методом створення знань із даних, які генеруються різними джерелами у виробничих процесах. За словами Горецького, великий обсяг даних є адекватним інструментом для управління ризиками проєкту. 